# كارول ديماس
كارول ديماس (بالإنجليزية: Carole Demas)‏ هي ممثلة أمريكية، ولدت في 26 مايو 1940 في بروكلين في الولايات المتحدة.

## وصلات خارجية
- الموقع الرسمي
- كارول ديماس على موقع IMDb (الإنجليزية)
- كارول ديماس على موقع قاعدة بيانات برودواي على الإنترنت (الإنجليزية)